# Danny Swanson
Daniel Joseph Swanson, detto Danny (Edimburgo, 28 dicembre 1986), è un calciatore scozzese, centrocampista dell'East Fife.

## Carriera
Ha giocato nella prima divisione scozzese.

## Palmarès

### Club

#### Competizioni nazionali
- Coppa di Scozia: 1

Dundee United: 2009-2010
- Scottish Third Division: 1

Berwick Rangers: 2006-2007
- Football League Trophy: 1

Peterborough United: 2013-2014